# Alfa 15 HP
De Alfa 15 HP was een sportieve wagen van het Italiaanse automerk ALFA, het latere Alfa Romeo, uit 1912.
De wagen was gebaseerd op de Alfa 24 HP en was ontworpen door Giuseppe Merosi. De wielbasis werd verkleind naar 2,2 meter en de motor was een 2413 cc viercilindermotor van 25 pk die een topsnelheid van 94 km/u haalde. Speciaal voor competitie ontwierp Merosi in 1911 ook de 15 HP Corsa met een 45 pk sterke motor.
In 1914 wordt het model verbeterd en komt er een 15/20 HP. De Alfa 15 HP wordt gezien als een van de eerste Gran Turismo's.